# New Kid in Town
«New Kid in Town» es una canción interpretada por la banda estadounidense Eagles. Fue publicada el 7 de diciembre de 1976 como el sencillo principal de su quinto álbum de estudio Hotel California.
«New Kid in Town» debutó en el número 48 en el Billboard Hot 100. El sencillo fue certificado disco de oro el 21 de marzo de 1977 por la Recording Industry Association of America (RIAA).

## Composición y arreglos
La canción fue compuesta en un compás de 4
4 con un tempo de 108 pulsaciones por minuto y está escrita en la tonalidad de mi mayor. Las voces van desde E4 a A5. Musicalmente, «New Kid in Town» ha sido descrita como una canción de yacht rock, soft rock, y pop.

## Galardones
| Año  | Premio         | Categoría           | Resultado | Ref.  |
| ---- | -------------- | ------------------- | --------- | ----- |
| 1977 | Premios Grammy | Mejor arreglo vocal | Ganador   | [ 5 ] |

## Posicionamiento

### Gráfica semanal
| Gráfica (1976–77)                             | Pico de posición |
| --------------------------------------------- | ---------------- |
| Alemania (Official German Charts)             | 44               |
| Australia (Kent Music Report)                 | 16               |
| Bélgica (Flandes) (Ultratop 50 Singles)       | 19               |
| Bélgica (Valonia) (Ultratop 50 Singles)       | 23               |
| Canadá (RPM Top Singles)                      | 1                |
| Canadá (RPM Adult Contemporary)               | 2                |
| Canadá (RPM Top Country Tracks)               | 18               |
| Estados Unidos (Billboard Hot 100)            | 1                |
| Estados Unidos (Billboard Adult Contemporary) | 2                |
| Estados Unidos (Billboard Hot Country Songs)  | 43               |
| Estados Unidos (Cashbox Top 100)              | 2                |
| España (AFE)                                  | 8                |
| Irlanda (Irish Singles Chart)                 | 12               |
| Noruega (VG-lista)                            | 9                |
| Nueva Zelanda (Recorded Music NZ)             | 6                |
| Países Bajos (Nederlandse Top 40)             | 9                |
| Países Bajos (Single Top 100)                 | 11               |
| Reino Unido (UK Singles Chart)                | 20               |

## Certificaciones y ventas
| País                  | Certificación | Ventas  |
| --------------------- | ------------- | ------- |
| Estados Unidos (RIAA) | Oro           | 500,000 |